# オクトパス (ダライアス)
オクトパス（OCTOPUS）は、タイトーのコンピューターゲーム『ダライアス』シリーズに登場する架空の宇宙戦艦。ここでは、同ゲームシリーズに登場する他のタコや軟体動物型のボスキャラクターも記載。

## 特徴
名前通り、タコがモチーフの巨大戦艦で、最終面Xゾーンに待ち受けている。
外観は赤いタコの体色が見られ、後のシリーズのタコ型戦艦も、本艦と似た色合いのボスが登場するが、タコの胴体端部分の、頭と誤解されている部分は銀色の装甲版で覆われている。
後のシリーズのタコモチーフのボスデザインにも、こういったラインが活かされている。

## 能力
胴体上部からの4連装ホーミングミサイルランチャー、胴体脇の3方向火炎弾砲塔、脚先端裏に仕込まれた単装レーザー砲塔が武器。
弱点は脚部分で、脚部分を全て破壊すれば撃沈となる。ただし、ミサイルやシングルボムでは、後の脚を狙えないので、レーザーやウェーブ、マルチボムで無ければ、勝利は難しい。
エキストラバージョンでは、火炎砲が4連装となり、シルバーホークを直接狙うようになってくる。火炎砲は自機に向かって接近して放たれると、回避が難しい。

## 登場作品
オクトパスは他にこれらの作品に登場する。

### ダライアスII
『ダライアスII』では、ステージ6の火星面の中ボスとして登場する。
ステージ4で登場するカトルフィッシュと同じく、Ⅰとは異なり脚を全部破壊しても撃破とならず、そこから更に本体へ攻撃を加える必要がある。
攻撃方法は自機狙い弾を連射する他、脚を振り上げてウェーブを放ち、脚を全部落とされると、ウェーブを連射してくる。
最終面では脚を破壊すると、弾を撃ち返す。メガドライブ版 では容量関係でカットされ、エレクトリックファンにその役目を譲っている。
PCエンジン版『スーパーダライアスII 』では中ボスで登場している。

### スーパーダライアス、ダライアスプラス
家庭用移植作品にも登場。攻撃方法はエキストラバージョンに準ずる。

### ダライアスR
ゲームボーイアドバンスの『ダライアスR』でも、最終面Mゾーンに登場。同じくエキストラバージョンに攻撃に準じている。
他に、『あっかんべぇだぁ～』2面の海鮮丼型ボスの一部で登場。メカニックな胴体の姿のみが映るが、ダメージを与えると、漫画タッチのタコに変わってしまう。

## 他のタコ型戦艦
シリーズにはさまざまなタコ型戦艦が登場する。

### グランドオクトパス （GRAND OCTOPUS）
『ダライアスII』の火星ステージボスで登場。モチーフのタコはサメハダテナガダコに近い。
脚の先端から間接弾と弾を撃ち、脚を全部破壊すると子ダコ弾を放出し、その子ダコ弾はさらに孫ダコ弾を発射してくる。この子ダコ弾は破壊時に自機に向かって通常弾を撃ち返してくるので、対処する際には細心の注意を払う必要がある。
メガドライブ版にも登場するが、アーケード版は出現時に上から降ってくるが、メガドライブ版は容量関係から上から降るシーンはカットされている。PCエンジン版にはXゾーンのEDのみに背景で登場。
『ダライアス外伝』では、最終面Xゾーンにのみ、巨大なザコキャラとして登場する。外伝の準備稿ではシールドオクトパスと呼ばれる蛸壺に入った姿のボツデザインがあった。

### レッドミスト （RED MIST）
スーパーファミコン版『ダライアスツイン』に登場する。
”赤い霧（RED MIST）”が意味するように、画面を覆い尽くす程の巨体が特徴。シリーズでも最大級のタコ型戦艦で、モチーフはミズダコに近い。
グランドオクトパスに似たデザインだが、触手を自機目がけて振り下ろし、触手を破壊すると4方向に破裂する弾を次々と放出する。胴体上部の開閉式砲口から放物線に3方向大型弾を撃ち、その砲口が弱点だが攻撃が激しくなかなか狙いにくい。

### エイトフィートアンブレラ （EIGHT FEET UMBRELLA）
『Gダライアス』の4面イオタゾーンボスでメンダコモチーフのエイトフィートアンブレラ（EIGHT FEET UMBRELLA）登場。上Qが赤、下Rが青の配色。
破壊可能箇所は無く、上赤はフレーム、下青はサンダーレーザーを足先から回転しながら撃ってくる。Qでは反射レーザー、Rではソリドミサイルを放ち、更に同ルートとも、ナパーム弾と子ダコ弾のガンプ（道中でもザコキャラとして登場）、機雷、フェザー弾、スプレイガンを撃つ。
足先からどちらもβビームを放つ。

## その他の軟体動物型戦艦

### アジュールナイトメア
アジュールナイトメアを参照

### スパイラルスネイル （SPIRAL SNAIL）
『ダライアスフォース』に登場するカタツムリ型ボス。殻を回転させて攻撃してくるので、螺旋蝸牛（SPIRAL SNAIL）と呼ばれている。
D、Fゾーンに登場。Dは色がオレンジで、Fが灰色。本体部からはDは二連発のレーザー砲塔を、Fはホーミングミサイルランチャーを持ち、それを破壊して現れる弱点のコアを狙わないと撃沈できない。
両ルートとも、短距離を直線的に動いて、自機を狙うホーミングレーザーを撃ち、これはダライアス外伝の一部ボスにも受け継がれた攻撃方法である。

## 軟体動物型キャラクター
ダライアスII では軟体動物型のザコキャラとして、二方向弾を出し、殻を閉じている時にはダメージを与えられない厄介な二枚貝型の敵のカイメカや、自機に向かって、ミサイルを3連発するアワビ型の敵のミサイルアワビがいる。
ダライアス外伝では、厳密にはタコではないものの、X以外の最終面にはコウモリダコの中ボスが出現。代わりにXゾーンで前述のグランドオクトパスが登場する。
コウモリダコは口からスクリュー型のレーザーを撃ち、腕から拡散弾を放出する。最終面ではキャプチャーボールの耐久力が上がっていて、本体に撃ちこみ加減をしないと外す前にボスが死んでしまう事があるので、キャプチャーが難しい。